# 廣橋光成
廣橋光成（1797年2月22日—1862年9月29日），是江戶時代末期的公卿；藤原北家日野流庶流的廣橋家當主。

## 生涯
廣橋光成在寬政九年（1797年）於京都出生，是父母廣橋胤定和葉室熙子（葉室賴熙女）的長子。寬政十年（1798年）敘從五位下，歷任侍從、中宮權大進、右少辨、左少辨、藏人、左兵衛權佐和皇太后宮亮，在文政七年（1824年）昇敘從三位參議，位列公卿。
其後他曾被任命為右大辨、左大辨、權中納言、檢非違使別當、踏歌節會外辯與賀茂傳奏，至弘化二年（1845年）升任正二位權大納言。
安政四年（1857年）就任武家傳奏，次年為《日美修好通商條約》在朝幕間協助調停，同時推動和宮降嫁。文久二年（1862年）在他死前一天授予准大臣，次日逝世，享年65歲。